# Фомін Данило Дмитрович
Данило Дмитрович Фомін (рос. Дании́л Дми́триевич Фоми́н, нар. 2 березня 1997, Тихорєцьк) — російський футболіст, півзахисник клубу «Динамо» (Москва) та національної збірної Росії.

## Клубна кар'єра
Народився 2 березня 1997 року в місті Тихорєцьк. Вихованець футбольної школи клубу «Краснодар». 7 жовтня 2014 року в грі проти «Торпедо» (Армавір) дебютував за «Краснодар-2» і всього провів більше 50 матчів за дубль команди в першості ПФЛ. За основний склад «Краснодара» зіграв одну гру в Кубку Росії, 21 вересня 2016 року проти «Спартака» (Нальчик).

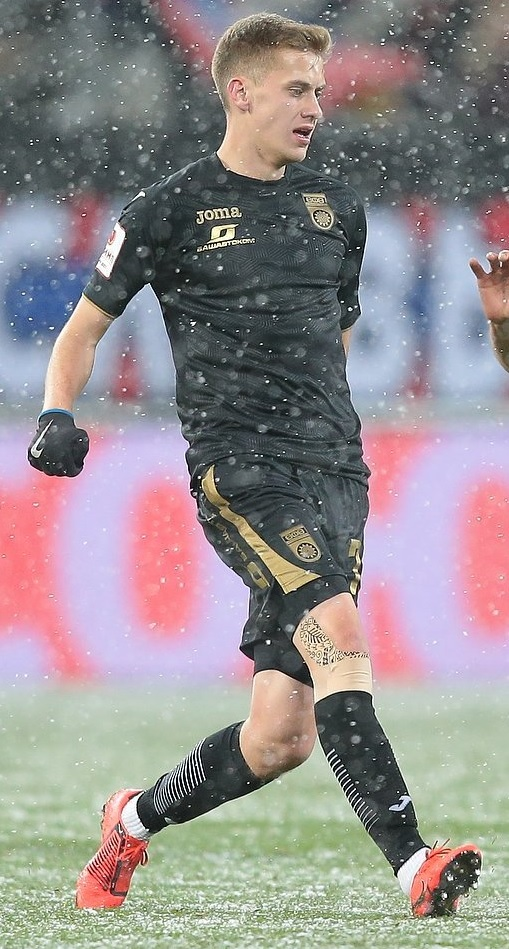
Данило Фомін під час виступів за «Уфу». 2019 рік.

У 2017—2019 роках виступав на правах оренди за «Нижній Новгород», зіграв 62 матчі і забив 6 голів у першості ФНЛ. В кінці сезону 2018/19 брав участь у перехідних матчах за вихід в Прем'єр-лігу проти «Крил Рад» і став автором обох голів свого клубу, але в підсумку його команда програла (1:3, 1:0) і залишилась у другому дивізіоні.
26 червня 2019 року перейшов до вищолігової «Уфи». 13 липня в дебютному матчі проти «Уралу» забив гол, реалізувавши пенальті. За сезон провів у команді 29 ігор в усіх турнірах і забив 6 голів.
3 серпня 2020 року перейшов до московського «Динамо», підписавши контракт строком на п'ять років. Станом на 25 березня 2021 року відіграв за московських динамівців 29 матчі в національному чемпіонаті.

## Виступи за збірні
2015 року дебютував у складі юнацької збірної Росії (U-19), загалом на юнацькому рівні взяв участь у 6 іграх.
Протягом 2017—2018 років залучався до складу молодіжної збірної Росії. На молодіжному рівні зіграв у 10 офіційних матчах, забив 1 гол — 31 травня 2017 року забив гол у товариському матчі з проти Білорусі (7:0).
В листопаді 2019 року вперше був викликаний до національної збірної Росії на матчі кваліфікації чемпіонату Європи 2020 року проти збірних Бельгії і Сан-Марино, але на полі не з'явився. Дебютував за збірну 11 жовтня 2020 року в матчі Ліги націй 2020/21 проти збірної Туреччини (1:1), вийшовши на заміну замість Андрія Мостового на 90-й хвилині зустрічі. 12 листопада в товариській грі (0:0) з Молдовою вперше вийшов у збірній у стартовому складі.
11 травня 2021 року був включений до розширеного списку футболістів для підготовки до чемпіонату Європи 2020, а в кінці травня потрапив і до фінальної заявки на турнір.

## Статистика виступів

### Статистика клубних виступів
| Сезон                       | Команда                     | Чемпіонат                   | Чемпіонат | Чемпіонат | Національний кубок | Національний кубок | Національний кубок | Континентальні кубки | Континентальні кубки | Континентальні кубки | Інші змагання | Інші змагання | Інші змагання | Усього | Усього | Усього |
| Сезон                       | Команда                     | Ліга                        | Ігор      | Голів     | Ліга               | Ігор               | Голів              | Ліга                 | Ігор                 | Голів                | Ліга          | Ігор          | Голів         | Ігор   | Голів  |        |
| --------------------------- | --------------------------- | --------------------------- | --------- | --------- | ------------------ | ------------------ | ------------------ | -------------------- | -------------------- | -------------------- | ------------- | ------------- | ------------- | ------ | ------ | ------ |
| 2016–17                     | «Краснодар»                 | ПЛ                          | 0         | 0         | КР                 | 1                  | 0                  | ЛЄ                   | 0                    | 0                    | -             | -             | -             | 1      | 0      |        |
| 2017–18                     | «Нижній Новгород»           | ФНЛ (ІІ)                    | 31        | 3         | КР                 | 3                  | 0                  | -                    | -                    | -                    | -             | -             | -             | 34     | 3      |        |
| 2018–19                     | «Нижній Новгород»           | ФНЛ (ІІ)                    | 8         | 0         | КР                 | 1                  | 0                  | -                    | -                    | -                    | -             | -             | -             | 9      | 0      |        |
| Усього за «Нижній Новгород» | Усього за «Нижній Новгород» | Усього за «Нижній Новгород» | 39        | 3         |                    | 4                  | 0                  |                      | -                    | -                    |               | -             | -             | 43     | 3      |        |
| Усього за кар'єру           | Усього за кар'єру           | Усього за кар'єру           | 39        | 3         |                    | 5                  | 0                  |                      | 0                    | 0                    |               | -             | -             | 44     | 3      |        |